# Loongson
Loongson (chiń. 龙芯) – nazwa rodziny uniwersalnych mikroprocesorów zgodnych z architekturą MIPS, późniejszych mikroprocesorów opartych na własnej architekturze LoongArch, a także nazwa chińskiej firmy fabless Loongson Technology, która je opracowuje. Procesory te są zamiennie nazywane procesorami Godson, co jest potoczną nazwą akademicką.

## Historia
Procesory Godson, oparte na architekturze MIPS, zostały pierwotnie opracowane w Chińskiej Akademii Nauk. Głównym architektem był Hu Weiwu. Prace nad pierwszym układem Loongson rozpoczęto w 2001 roku. Celem projektu Godson było opracowanie wysokowydajnych uniwersalnych mikroprocesorów w Chinach i osiągnięcie samowystarczalności technologicznej w ramach planu Made in China 2025. Rozwój ten był finansowany ze środków 10. i 11. Planu Pięcioletniego Komunistycznej Partii Chin.
Gazeta South China Morning Post poinformowała, że od 2020 roku Loongson współpracuje z UnionTech i Sunway w celu opracowywania i promowania opartego na systemie Debian systemu operacyjnego Deepin, aby zmniejszyć zależność Chin od systemu Microsoft Windows.
W kwietniu 2024 roku procesory Loongson zyskały duże wsparcie, gdy okręg szkolny w mieście Hebi rozpoczął test 10 000 komputerów PC wyposażonych w procesor Loongson 3A5000 i system operacyjny Unity oparty na platformie Deepin.

### Sankcje USA
W marcu 2023 Departament Handlu Stanów Zjednoczonych dodał Loongson do Entity List przez nabywane technologii amerykańskiej do wsparcia Armii Ludowo-Wyzwoleńczej.

## Architektura zestawów instrukcji

### LoongArch

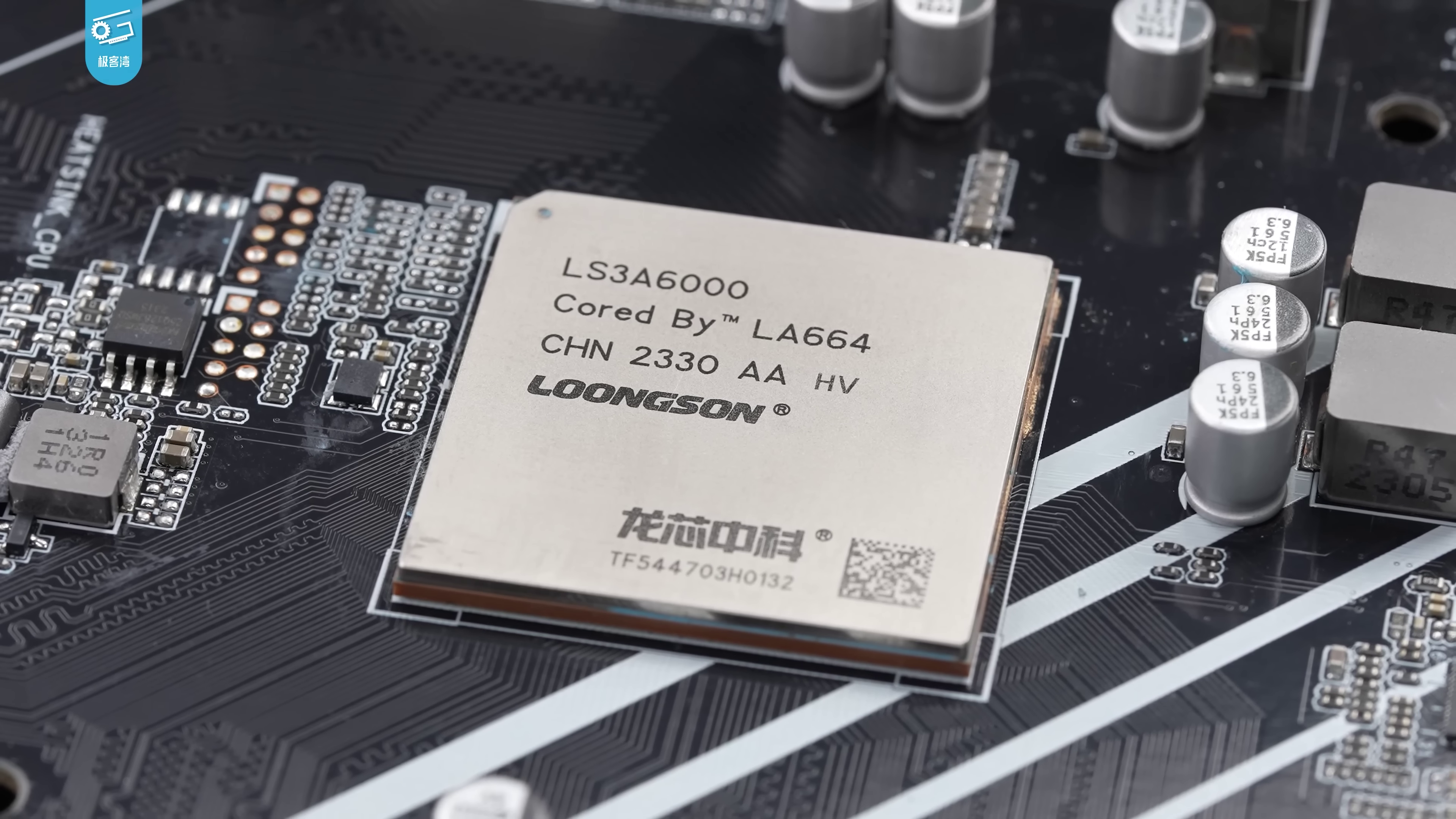
CPU Loongson 3A6000

W 2021 roku Loongson przeszła na własną architekturę zestawu instrukcji procesora wraz z wydaniem serii Loongson 3 5000. Jest opisywany jako „...nowy RISC ISA, który jest trochę jak MIPS lub RISC-V. LoongArch zawiera zredukowaną wersję 32-bitową (LA32R), standardową wersję 32-bitową (LA32S) i wersję 64-bitową (LA64)”. Uzasadnieniem architektury było uniezależnienie Loongsona i Chin od technologii zagranicznych lub zezwoleń na rozwijanie możliwości przetwarzania, bez naruszania żadnych patentów technologicznych.
Wydajność procesora była porównywana do procesorów Intel Core i3 8109U i Core i5 750 z 2008 roku. Kolejna seria procesorów 6000 wydana w 2022 posiadała procesory, które były porównywane do rozwiązań Intela z 2021 roku.